# 妻線
妻線（つません）は、かつて宮崎県宮崎郡佐土原町（現・宮崎市）の佐土原駅から同県西都市の杉安駅までを結んでいた、日本国有鉄道（国鉄）の鉄道路線（地方交通線）である。1980年（昭和55年）の日本国有鉄道経営再建促進特別措置法（国鉄再建法）施行に伴い、翌年9月18日に第1次特定地方交通線として路線廃止が承認され、1984年（昭和59年）12月1日に全線廃止となった。

## 歴史
妻線は、宮崎駅に最初に乗り入れた鉄道である。宮崎駅へは現在の吉都線を経由して都城方面から官設鉄道（宮崎線）が延伸されるはずであったが、工事が遅れ、1913年に先に妻方面への宮崎県営鉄道が開業を果たしたものである。宮崎駅へは1916年10月に宮崎線が到達、県営鉄道も1917年9月に買収・国有化され、妻軽便線（つまけいべんせん。1922年に妻線に改称）となった。1920年9月には、宮崎本線の高鍋延長にともない、広瀬駅を移転して分岐駅とし、宮崎 - 広瀬間を妻軽便線から分離して宮崎本線に編入した。1922年8月には妻 - 杉安間が開業し、全通した。
1944年には、末端部の妻 - 杉安間が不要不急線として休止となったが、1947年に復活している。
結局実用化はされなかったが、貨物輸送の合理化のために試作された気動貨車キワ90形の試用線区となるなど、典型的なローカル線であり、1968年には赤字83線の一つとして廃止を勧告され、1980年の国鉄再建法の施行により第1次特定地方交通線に指定、1984年12月に廃止された。しかし地元の鉄道への愛着は深く、廃止時の協定により、将来の復活に備えてほぼ全線にわたり路盤が撤去されずに残され、自転車歩行者専用道路として利用されていた。ただ、2025年現在は西佐土原駅付近は一般的な二車線の市道として整備されており、東九州自動車道西都IC（旧黒生野駅付近）から西都市街地の南端付近の間は国道219号園元バイパスとして整備され廃線跡の面影はない。また、2016年時点で佐土原 - 西佐土原間のうち約700メートル区間の廃線跡は圃場整備により完全に消滅している。
また、改正鉄道敷設法別表第122号には、終点の杉安から湯前線湯前への予定線が計画されていたが、着工されないまま1944年に省営バス（国鉄バス）日肥線が開設された。一時は路線が人吉に拡大されるなど隆盛を見せたが、1998年にJR九州バスが撤退し、2012年現在、西米良村営バスと宮崎交通バスにより営業が継続されている。

### 年表
- 1913年（大正2年）12月15日 宮崎県営鉄道が宮崎 - 福島町間を開業、宮崎・花ヶ島・蓮ヶ池（初代）・次郎ヶ別府・広瀬（初代）・福島町の各駅を開業
- 1914年（大正3年）
  - 4月26日 福島町 - 佐土原間を延伸開業、佐土原駅（初代）を開業
  - 6月1日 佐土原 - 妻間を延伸開業、黒生野・妻の各駅を開業
- 1917年（大正6年）9月21日 宮崎県営鉄道を買収し国有化、宮崎 - 妻を妻軽便線とする、蓮ヶ池駅（初代）を廃止
- 1920年（大正9年）9月11日 宮崎本線広瀬（2代） - 高鍋間開業にともない、宮崎 - 広瀬間を宮崎本線に編入し妻軽便線を広瀬（2代） - 妻間とする、広瀬駅（2代）を新設、広瀬（初代）・福島町の各駅を廃止
- 1922年（大正11年）
  - 8月20日 妻 - 杉安間を延伸開業し妻軽便線が全通、穂北・杉安の各駅を新設
  - 9月2日 妻線に改称[1]
- 1944年（昭和19年）12月1日 妻 - 杉安間を休止、穂北・杉安の各駅を休止[2]
- 1947年（昭和22年）3月20日 妻 - 杉安間を営業再開、穂北・杉安の各駅を再開[3]
- 1965年（昭和40年）
  - 6月1日 佐土原駅（初代）を西佐土原駅に改称
  - 7月1日 広瀬駅（2代）を佐土原（2代）駅に改称
- 1972年（昭和47年）
  - 3月14日 蒸気機関車の運転最終日[4]
  - 3月15日 全線 (19.3km) の貨物営業を廃止
- 1981年（昭和56年）9月18日 第1次特定地方交通線として廃止承認
- 1984年（昭和59年）12月1日 全線 (19.3km) を廃止し、バス路線へ転換

## 駅一覧
接続路線の事業者名・所在地は妻線廃止時。全線宮崎県内に所在。全列車が乗り入れていた宮崎駅から記す。
| 路線名     | 駅名       | 駅間 営業キロ | 佐土原 からの 営業 キロ | 接続路線               | 所在地                        |
| ---------- | ---------- | ------------- | ----------------------- | ---------------------- | ----------------------------- |
| 日豊本線   | 宮崎駅     | -             | 13.2                    | 日本国有鉄道：日南線   | 宮崎市                        |
| 日豊本線   | 宮崎神宮駅 | 2.5           | 10.7                    |                        | 宮崎市                        |
| 日豊本線   | 日向住吉駅 | 6.5           | 4.2                     |                        | 宮崎市                        |
| 日豊本線   | 佐土原駅   | 4.2           | 0.0                     | 日本国有鉄道：日豊本線 | 宮崎郡佐土原町 （現・宮崎市） |
| 妻線       | 佐土原駅   | 4.2           | 0.0                     | 日本国有鉄道：日豊本線 | 宮崎郡佐土原町 （現・宮崎市） |
| 西佐土原駅 | 6.0        | 6.0           |                         |                        | 宮崎郡佐土原町 （現・宮崎市） |
| 黒生野駅   | 4.0        | 10.0          |                         | 西都市                 |                               |
| 妻駅       | 3.5        | 13.5          |                         | 西都市                 |                               |
| 穂北駅     | 3.2        | 16.7          |                         | 西都市                 |                               |
| 杉安駅     | 2.6        | 19.3          |                         | 西都市                 |                               |

1. ↑  日南線の正式な起点は日豊本線南宮崎駅だが、当時は全列車が宮崎駅に乗り入れていた。また宮崎空港線は未開業。

- 宮崎神宮 - 日向住吉間の蓮ケ池駅は当路線廃止後の1986年の開業。